# هربی به مونت کارلو می‌رود
هربی می‌رود به مونت کارلو می‌رود (انگلیسی: Herbie Goes to Monte Carlo) یک فیلم سینمایی کمدی ماجراجویانه آمریکایی محصول سال ۱۹۷۷ و سومین قسمت از سری فیلم‌های هربی ساخته شده توسط کمپانی والت دیزنی با حضور هربی فولکس قورباغه‌ای سفید می‌باشد.

## داستان

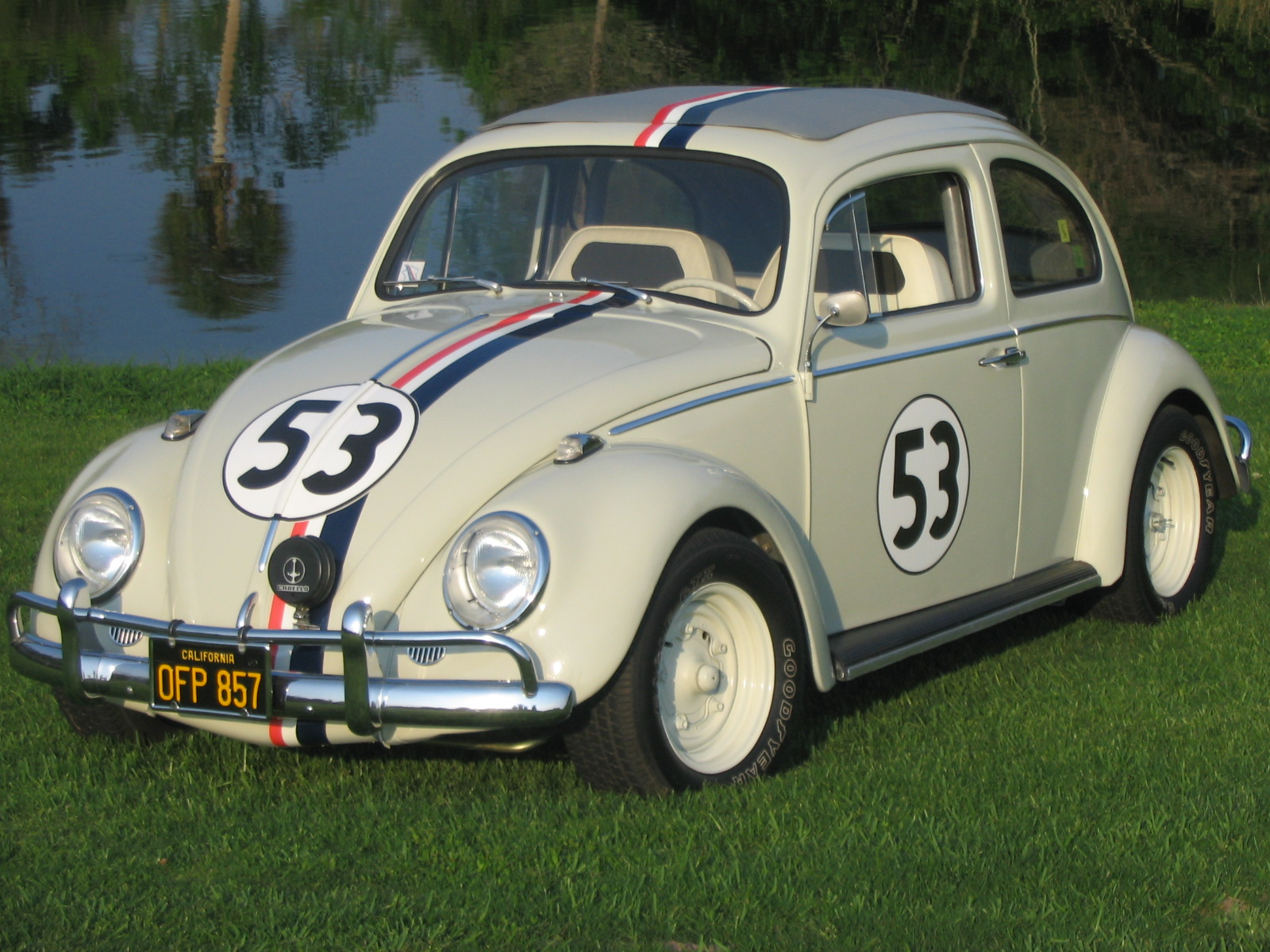
اتومبیل اصلی که هنگام فیلمبرداری هربی به مونت کارلو می‌رود

هربی، راننده فلکس واگن به مسابقه ای در مونت کارلو می‌رود. گروهی از دزدها بدون اطلاع از این که راننده هربی است، الماس‌های دزدی را در مخزن ماشین پنهان کرده‌اند و اکنون سعی در پس گرفتن آنها دارند.

## دیگر قسمت‌های این مجموعه
- خطای عشق (۱۹۶۸)
- هربی دوباره می‌تازد (۱۹۷۴)
- هربی به مکزیک می‌رود (۱۹۸۰)
- هربی پرواز می‌کند (۲۰۰۵)